# Lycée Jacques-Brel (Vénissieux)
Pour les articles homonymes, voir Lycée Jacques-Brel.
Le lycée Jacques-Brel de Vénissieux est un établissement public d'enseignement général et technologique, secondaire et supérieur français situé à Vénissieux (69). Il porte le nom de l’artiste belge francophone Jacques Brel (1929-1978).

## Élèves, étudiants et formations
Il accueille environ 1250 élèves et étudiants, de la troisième prépa-pro à Bac+2 (BTS) pour un personnel d'un peu moins de 100 personnes dont environ 70 professeurs.
Plusieurs filières de préparation au baccalauréat général (littéraire, économique et social, scientifique) et au baccalauréat technologique (management et gestion, santé et social) sont proposées.
La section d’enseignement professionnel propose des formations aux CAP (Employé de vente spécialisé et Employé de commerce multi-spécialités), aux baccalauréats professionnels (Accompagnement soins et services à la personne, Commerce, Gestion-Administration et Optique Lunetterie).
Deux formations post-bac sont proposées : un BTS SIO (Services informatiques aux organisations) et un BTS NRC (Négociation relation client)
Le lycée propose une section européenne anglais, une option théâtre et depuis 2012 une section sportive rugby féminin.
Les enseignements exploratoires proposés en seconde sont au nombre de cinq : Santé et social, biotechnologies, littérature et société, méthodes pratiques et scientifiques, principes fondamentaux de l’économie et de la gestion (PFEG).

## Le développement durable au lycée Jacques-Brel
En 2012, un article du journal Expressions Vénissieux mentionne des terrasses arborées et toits végétalisés et la gestion raisonnée des énergies (ossature bois des bâtiments, ventilation double flux, isolation thermique de qualité), prévues pour le nouveau bâtiment.
Pour le chantier du nouveau Lycée, un intervenant « chantier propre » pour la gestion des déchets, la gestion des nuisances sonores et la gestion des flux véhicules est nommé .
À la rentrée 2016, dans le cadre de l'accompagnement personnalisé, les huit classes de secondes montent un projet annuel thématique. Deux des classes de seconde montent un projet similaire à Ma thèse en 180 secondes  en se basant sur le film documentaire Demain - Un nouveau monde en marche pour aborder, dans une perspective de transition vers des modèles soutenables, l'alimentation, l'énergie, l'économie, la démocratie et l'éducation.

## Situation géographique et bâtiments
Il est situé au 2, rue Albert-Jacquard à Vénissieux, commune de la métropole du Grand Lyon dans le département du Rhône (département n° 69) de la région Rhône-Alpes-Auvergne. La rue a été nommée en hommage à Albert Jacquard (1925-2013) un chercheur français spécialiste de génétique des populations et militant humaniste et écologiste de renommée internationale. 
Les bâtiments actuels du lycée ont été achevés en 2014. Ce nouvel ensemble de bâtiments remplace l'ancien complexe, datant de 1977 et devant être désamianté puis démoli, situés de l'autre côté de l'avenue d'Oschatz.

## Le lycée Jacques-Brel dans la presse
En 2014, France 3 Auvergne rapporte une mobilisation de l'équipe pédagogique et technique du lycée pour obtenir davantage de moyens humains et financiers face à « des conditions de travail qui se dégradent et des classes surchargées ». L'élément déclencheur de leur mobilisation ayant été une bagarre entre élèves la veille.
En janvier 2015, après l’attentat contre Charlie Hebdo, le journal français La Croix (se réclamant chrétien), a interrogé des élèves du Lycée. Ceux-ci témoignent d'une certaine curiosité et ont fait part de leur souhait d'apprendre l'histoire de toutes les  religions et de la laïcité pour lutter contre les préjugés et l'intolérance.
En 2015, Radio VL interroge une étudiante en droit ancienne élève du lycée Jacques-Brel sur le classement de l'établissement. Elle présente un « lycée de  ZEP extrêmement mal réputé », mais avec « des professeurs exceptionnels [et] passionnés » et une « ambiance [...] très familiale ».
En décembre 2015, des mères d'élèves de l'école maternelle Charles Perrault accompagnant les enfants à un spectacle de marionnettes se tenant dans l'enceinte du Lycée ont été interdites d'entrer sur décision du Proviseur en raison de leur voile. L'une des personnes interdite d'entrée conteste cette décision en vertu de la  loi de 2004 qui autorise les accompagnateurs à arborer librement leur vêtement religieux et explique que la décision aurait été prise afin d'éviter que des femmes voilées ne figurent sur une photo de groupe.

## Section sport-étude rugby féminin
Le sport-études du LOU rugby féminin a été créé en 2012 et est en partenariat avec le lycée Jacques-Brel. L'internat des filles qui habitent loin de Lyon se situe au lycée professionnel Tony-Garnier dans le quartier Mermoz à Bron (Rhône). Les cadettes (u18) s'entraînent pour avoir un niveau semi-professionnel avec 6 entraînements par semaine au stade Laurent Gérin (Vénissieux) et 2 entraînements à la plaine des jeux de Gerland en section avec le lycée (musculation, passes, plaquages, vitesse, touches, endurance…). Elles font aussi les championnats de France des lycées de rugby à 10 .